# Rio de Janeiro

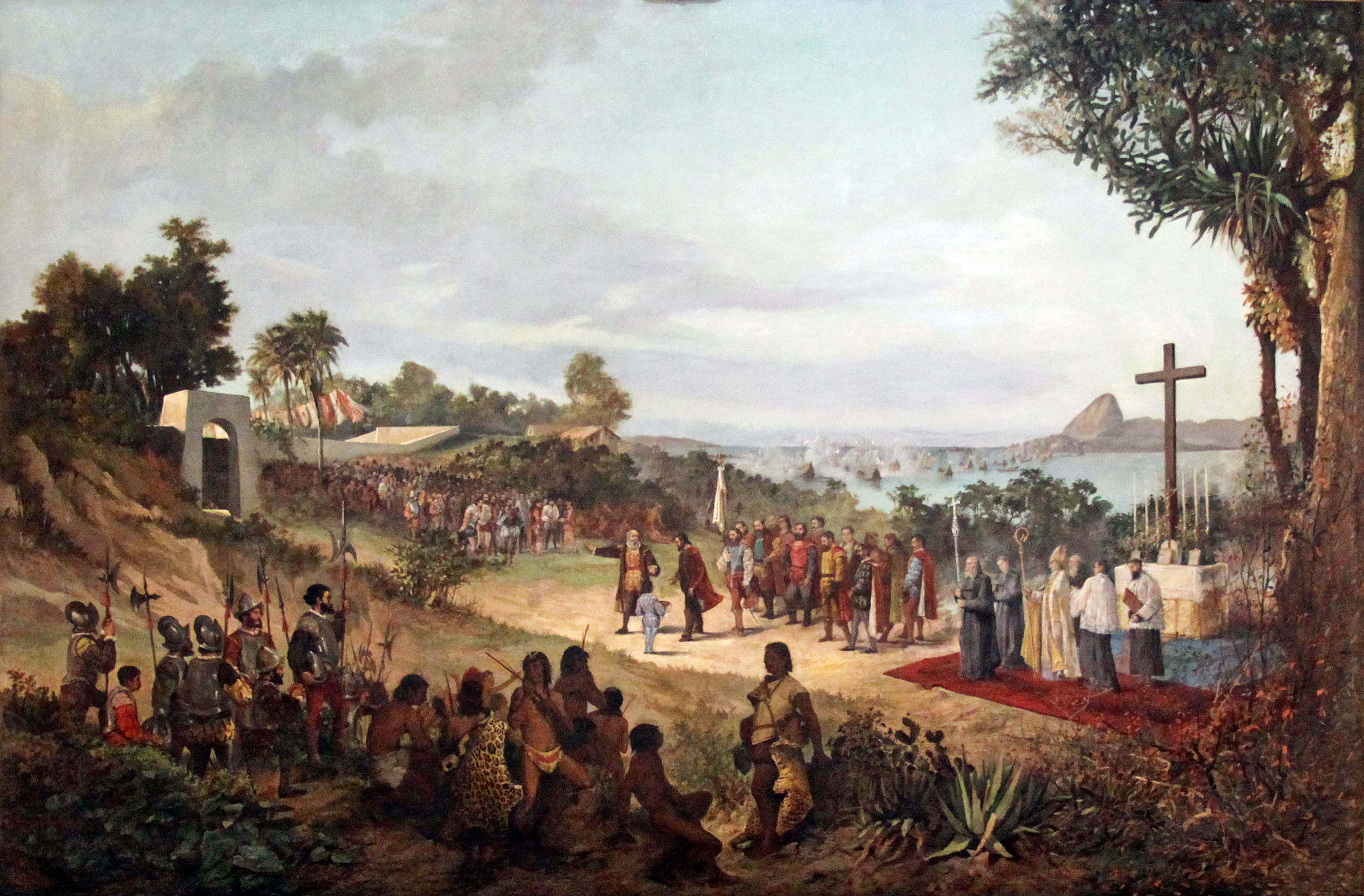
A. F. Monteiro: Založení Ria v roce 1565, olejomalba kolem 1860

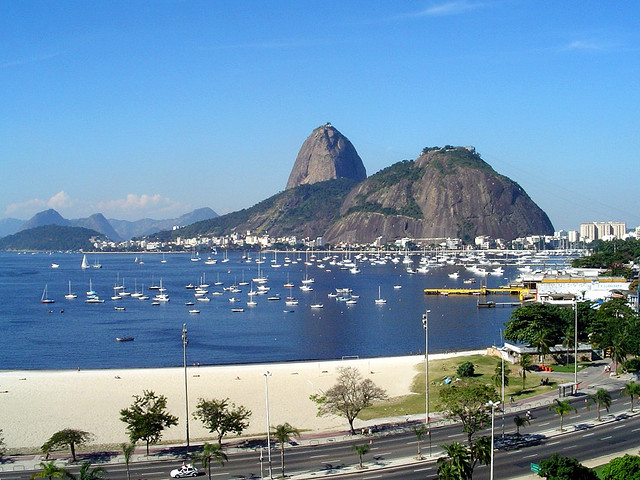
Pão de Açúcar – Cukrová homole

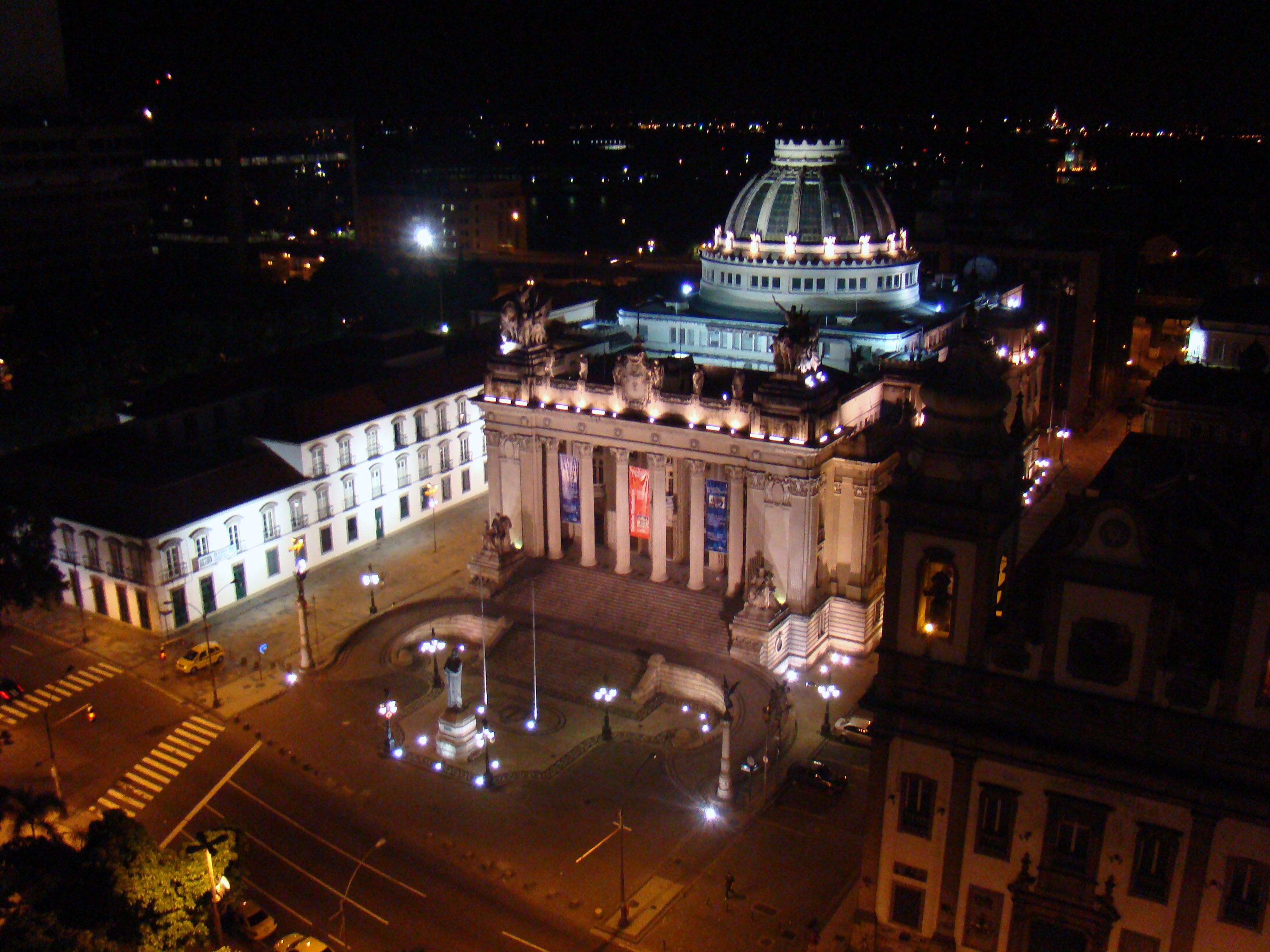
Palác Tiradentes

Rio de Janeiro IPA: [hɪjɔ 'dɛʒa,nɛjrɔ] (česky Lednová řeka) je brazilské město ve stejnojmenném spolkovém státu na jihovýchodním pobřeží země na ploše 1 260 km². Po São Paulu je druhým největším brazilským městem a šestým největším v Americe. V roce 2014 zde žilo přes 6 400 000 obyvatel a v celé městské oblasti pak přes 11 600 000 obyvatel. Město bylo založeno v roce 1565 portugalskými kolonisty. V letech 1763–1960 bylo hlavním městem Brazílie.
Patří mezi nejnavštěvovanější turistická místa na jižní polokouli, především díky svým karnevalům, škole samby, plážím Copacabana a Ipanema s bílým pískem a 30 m vysoké soše Krista Spasitele (Cristo Redentor), která je umístěna na hoře Corcovado v národním parku Tijuca a shlíží na celé Rio de Janeiro. Další dominantou města je takzvaná Cukrová homole (Pão de Açúcar), která nabízí výhledy na město. Hlavní vstupní branou pro zahraniční turisty je mezinárodní letiště Rio de Janeiro-Galeão na ostrově Governador v zátoce Guanabara.
Rio má dlouhodobé problémy s kriminalitou a násilím, které souvisí především s existencí tzv. favel – chudinských čtvrtí, ve kterých bydlí téměř čtvrtina populace a které jsou mimo přímou kontrolu města a státu. Tyto městské čtvrti, zasazené především do kopců, jsou ovládány drogovými gangy nebo polovojenskými milicemi.

## Historie
Jako první Evropan místo navštívil 1. ledna 1502 portugalský mořeplavec Gaspar de Lemos. Ten byl kapitánem lodi, jež byla součástí floty Pedra Álvarese Cabrala, objevitele Brazílie. Členem výpravy byl na pozvání krále Manuela I. údajně i italský mořeplavec Amerigo Vespucci. Přistáli v zátoce Guanabara a podle složení vody mylně usoudili, že se jedná o ústí nějaké velké řeky. Místo proto bylo nazváno Rio de Janeiro (Lednová řeka).
15. listopadu 1555 se na ostrůvku Serigipe v zátoce Guanabara vylodilo 500 francouzských kolonistů a začali zde budovat pevnost Forte Coligny. Tu roku 1560 Portugalci zničili a 1. března 1565 založili na pobřeží město São Sebastião do Rio de Janeiro na počest svatého Šebestiána, patrona portugalského krále Sebastiána I. Portugalská koloniální správa přesunula 27. ledna 1763 hlavní město ze Salvadoru do Rio de Janeira. V roce 1808 se sem po napoleonské invazi do Portugalska uchýlila i královská rodina. Královna regentka Marie I. Portugalská a v letech 1815–1821 její syn Jan VI. Portugalský vládli Spojenému království Portugalska, Brazílie a Algarve. Město zůstalo do roku 1821 hlavním městem Portugalska, jediným mimoevropským hlavním městem evropské země. 12. října 1822 bylo prohlášeno sídlem nezávislého brazilského státu císaře Pedra I., po vojenském převratu byla monarchie roku 1891 nahrazena federativním státem, a po vzoru USA vybudována budova parlamentu – paláce Tiradentes. Ve 30. letech 20. století byly v Riu vystavěny budovy prezidentského paláce a vlády ve stylu art deco.
Za vlády prezidenta českého původu Juscelina Kubitschka 21. dubna 1960 se novým hlavním městem stala nově vybudovaná Brasília vzdálená 930 km severozápadně ve vnitrozemí.
Dne 2. září 1947 zde byl ratifikován tzv. Rijský pakt. V letech 1960–1975 tvořilo území města spolkový stát Guanabara.
V roce 2016 se zde konaly letní olympijské hry, třetí olympijské hry na jižní polokouli. Rio de Janeiro bylo prvním městem na jihoamerickém subkontinentu a druhým latinskoamerickým městem, které olympijské hry pořádalo (v roce 1968 proběhly olympijské hry v Mexiku).

## Kultura a pamětihodnosti
Cukrová homole, přírodní park, pláž Copacabana a botanická zahrada byly roku 2012 prohlášeny součástí světového kulturního dědictví UNESCO pod názvem „krajina Rio de Janeira mezi horami a mořem“. Po archeologickém průzkumu k nim roku 2017 přibylo přístaviště Valongo – kamenné plato někdejšího tržiště s černošskými otroky nedaleko přístavu. Další lokalitou chráněnou UNESCEM je od července 2021 Sitio Roberto Burle Marx v západní části města.

## Obyvatelstvo
Podle sčítání lidu v roce 2010 v samotném městě žilo 5 940 224 obyvatel, z nichž 51,2 % bylo bělochů, 36,5 % míšenců, 11,5 % černochů, 0,7 % Asiatů a 0,1 % indiánů. Po São Paulu je druhým největším brazilským městem a šestým největším v Americe. V roce 2014 žilo v celé městské oblasti přes 11 600 000 obyvatel.
Před evropskou kolonizací zde žilo nejméně sedm domorodých kmenů hovořících dvaceti jazyky. Část z nich se připojila k Portugalcům. Ti byli postupně asimilováni. Zbytek se přidal k Francouzům a ten byl vyhlazen. Na počátku 20. století sem přesídlilo několik set tisíc Portugalců. Byla tím silně ovlivněna kultura a architektura města. Zdejší černošská komunita vznikla z angolských a mosambických otroků. Tanec samba má původ právě v černošské kultuře, která silně ovlivnila i zdejší karneval.
V roce 2011 se 64,6 % obyvatel hlásilo k římskokatolické církvi, 20,1 % k jiným křesťanským církvím a 8 % bylo ateistů.

## Podnebí
Brazílie je velmi rozlehlá země a počasí se tedy v jednotlivých regionech liší. Leží na jižní polokouli, a proto jsou zde roční období opačně než v Evropě. Brazilská zima trvá od června do srpna a léto od prosince do února. Obecně lze brazilské klima označit jako tropické s průměrnými ročními teplotami kolem 22 °C. V brazilské buši na severovýchodě země dosahují průměrné teploty 28 °C a nejnižší průměrné teploty jsou na náhorních rovinách v jižní části státu. 

## Doprava

### Taxi
Taxíky jsou pravděpodobně nejlepší způsob, jak se po Riu dopravovat. Všechny taxíky s povolením lze poznat podle své žluté barvy a modrého pruhu po boku. Ceny nejsou nastaveny příliš vysoko. V případě zájmu se lze domluvit s taxikářem na okružní jízdě městem za fixní cenu (zpravidla okolo 400 Kč). Mezi největší taxislužby v Rio de Janeiru patří Central de Taxi, Ouro Taxi a Yellow Taxi. Po usednutí do taxíku je dobré si nejprve zkontrolovat, zda je zapnutý taxametr.

### Autobus
Autobusy jsou levným a výhodným způsobem dopravy zvláště pro přepravu v rámci centru města (Zona Sul). V této čtvrti se nachází většina turistických památek, tudíž zde jezdí mnoho linek a frekvence autobusů je vysoká. Městské autobusy jsou sice levnou variantou, ale mají několik nevýhod. Především ve večerních a v nočních hodinách jich po městě jezdí velmi málo, navíc bývají vozy zpravidla přeplněny návštěvníky barů a diskoték. V Riu neexistují žádné jízdenky, za přepravu se platí přímo řidičovi, popřípadě průvodčímu v každém jednotlivém autobuse. Kapsáři zde nejsou nikterak vzácní.

### Metro
Metrô Rio je rychlý způsob přepravy zpravidla mezi delšími vzdálenostmi, například na cestě z pláže Copacabana do centra města. Metro je rychlé, klimatizované a od roku 2006 jsou všechny cedule, mapy a hlášení jak v portugalštině, tak v angličtině. Některé vagóny metra mají na okně růžovou samolepku a mohou v nich jezdit jen ženy, aby se zabránilo sexuálnímu obtěžování.

## Ekonomika
Hrubý domácí produkt Rio de Janeira je po São Paulu největším v zemi a 30. největší na světě. V roce 2008 činil asi 201 miliard dolarů, což činilo 5,1 % HDP celé Brazílie. Největší podíl na městské ekonomice mají služby (65,5 %) následované obchodem (23,4 %), průmyslem (11 %) a zemědělstvím (0,04 %). Ročně město navštíví 2,8 milionu zahraničních turistů.

## Sport
V roce 2016 se zde konaly letní olympijské hry.
V Riu sídlí 4 velké fotbalové kluby: Flamengo, Fluminense, Botafogo a Vasco da Gama. V letech 1950 a 2014 se na stadionu Maracanã hrála finále mistrovství světa ve fotbale.

## Osobnosti
- Marie II. Portugalská (1819–1853), portugalská královna
- Petr II. Brazilský (1825–1891), brazilský císař
- Joaquim Maria Machado de Assis (1839–1908), brazilský spisovatel, básník, dramatik
- Bernardino Machado (1851–1944), portugalský politik, prezident Portugalska v letech 1915–1917 a 1925–1926
- Carlos Duarte Costa (1888–1961), římskokatolický biskup, později exkomunikovaný; zakladatel Brazilské katolické apoštolské církve
- Oscar Niemeyer (1907–2012), architekt
- João Havelange (1916–2016), brazilský sportovní funkcionář, právník a politik, v letech 1974 až 1998 zastávající funkci předsedy FIFA
- Antonio Carlos Jobim (1927–1994), brazilský hudebník, spoluzakladatel stylu Bossa nova
- Fernanda Montenegrová (* 1929), brazilská herečka
- Fernando Henrique Cardoso (* 1931), brazilský sociolog a politik, prezident Brazílie v letech 1995–2002
- Carlos Alberto Parreira (* 1943), bývalý brazilský fotbalový trenér
- Paulo Coelho (* 1947), spisovatel
- Sérgio Vieira de Mello (1948–2003), diplomat, vysoký komisař OSN pro lidská práva
- Nelson Piquet (* 1952), bývalý pilot Formule 1 a mistr světa
- Zico (* 1953), fotbalista
- Romário (* 1966), fotbalista
- Morena Baccarin (* 1979), brazilsko-americká herečka
- Anitta (* 1993), brazilská zpěvačka, herečka a tanečnice

## Partnerská města
- Adelaide, Austrálie
- Atlanta, Spojené státy americké
- Baku, Ázerbájdžán
- Barcelona, Španělsko
- Berlín, Německo
- Filadelfie, Spojené státy americké
- Kansas City, Spojené státy americké
- Lisabon, Portugalsko
- Liverpool, Spojené království
- Madrid, Španělsko
- Managua, Nikaragua
- Moskva, Rusko
- New York, Spojené státy americké
- Nice, Francie
- Oklahoma City, Spojené státy americké
- Paříž, Francie
- Petrohrad, Rusko
- Pusan, Jižní Korea
- Tokio, Japonsko
- Varšava, Polsko